# Отрадне (Новоусманський район)
Отрадне (рос. Отрадное) — село у Новоусманському районі Воронезької області Російської Федерації.
Населення становить 4581 особу (2010). Входить до складу муніципального утворення Отрадненське сільське поселення.

## Історія
Населений пункт розташований у історичному регіоні Чорнозем'я. Від 1929 року належить до Новоусманського району, спочатку в складі Центрально-Чорноземної області, а від 1934 року — Воронезької області.
Згідно із законом від 15 жовтня 2004 року входить до складу муніципального утворення Отрадненське сільське поселення.

## Населення
| 2002 | 2008  | 2010  |
| ---- | ----- | ----- |
| 3484 | ↗3878 | ↗4581 |